# Wiener Schule für Osteopathie
Die Wiener Schule für Osteopathie (WSO) ist eine private Bildungsinstitution im Bereich der Osteopathie in Österreich. Angeboten werden postgraduale und berufsbegleitende Ausbildungen für Absolventen der Physiotherapie und Ärzte.

## Geschichte

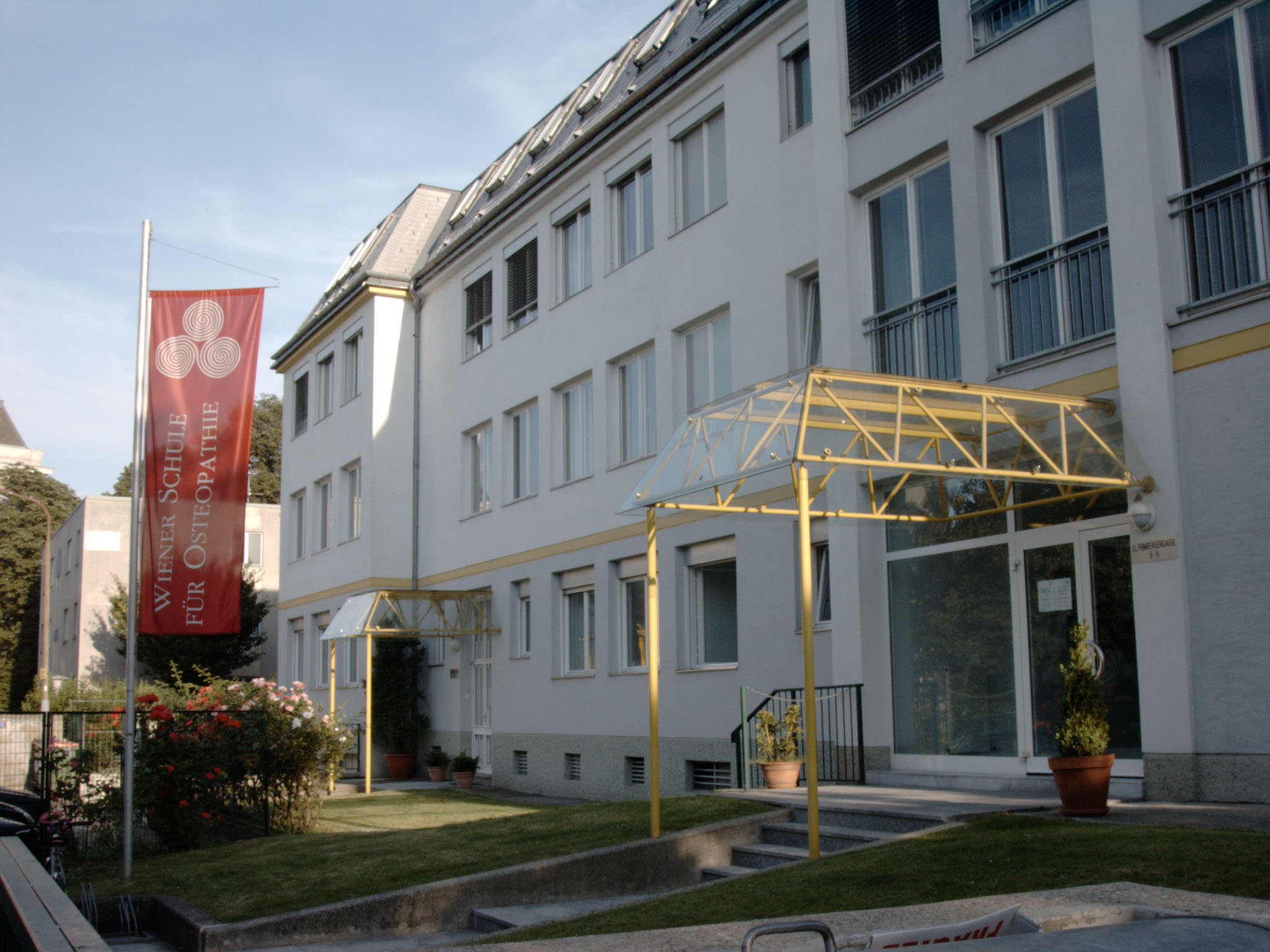
Wiener Schule für Osteopathie in Wien/Hietzing

Die WSO wurde 1991 mit dem Träger Internationale Schule für Osteopathie von Raphael van Assche, Margot Seitschek und Raimund Engel  in Kooperation mit Bernard Ligner gegründet. Die Gründung erfolgte in Kooperation mit dem Centre International d’Osteopathie in St. Etienne, Frankreich. Dieses Kooperationsmodell wurde im Jahr 1998 auf die European School of Osteopathy (ESO) in Maidstone, Großbritannien erweitert.
Für die ersten Kurse im Jahr 1991 wurden Veranstaltungsräume im Kaiser Franz Josef Hotel und im Kolpinghaus Währing angemietet. Im Jahr 1997 fand der Umzug in die Frimbergergasse 6 im 13. Wiener Gemeindebezirk statt. Von Anfang an wurden die Kurse von internationalen Vortragenden unterrichtet.
Seit dem Jahr 2005 besteht eine Kooperation mit der Donau-Universität Krems in deren Rahmen der u. a. der Universitätslehrgang Master of Science (Osteopathie) angeboten wird. In diesem Zusammenhang wurde auch der Bereich wissenschaftliches Arbeiten an der WSO stärker entwickelt. Diplomarbeiten und Masterthesen einer Reihe von europäischen Schulen werden im Osteopathic Research Web veröffentlicht, das von der WSO initiiert wurde und verwaltet wird. Seit dem Kursjahr 2009/10 wurde als zusätzliches Unterrichtsangebot die Lehrklinik in den Räumlichkeiten der Abteilung für Physikalische Medizin der Wiener Privatklinik in der Pelikangasse 15 im 9. Wiener Gemeindebezirk unter der Leitung von Prim. Dr. Andreas Kainz installiert.

## Ausbildung

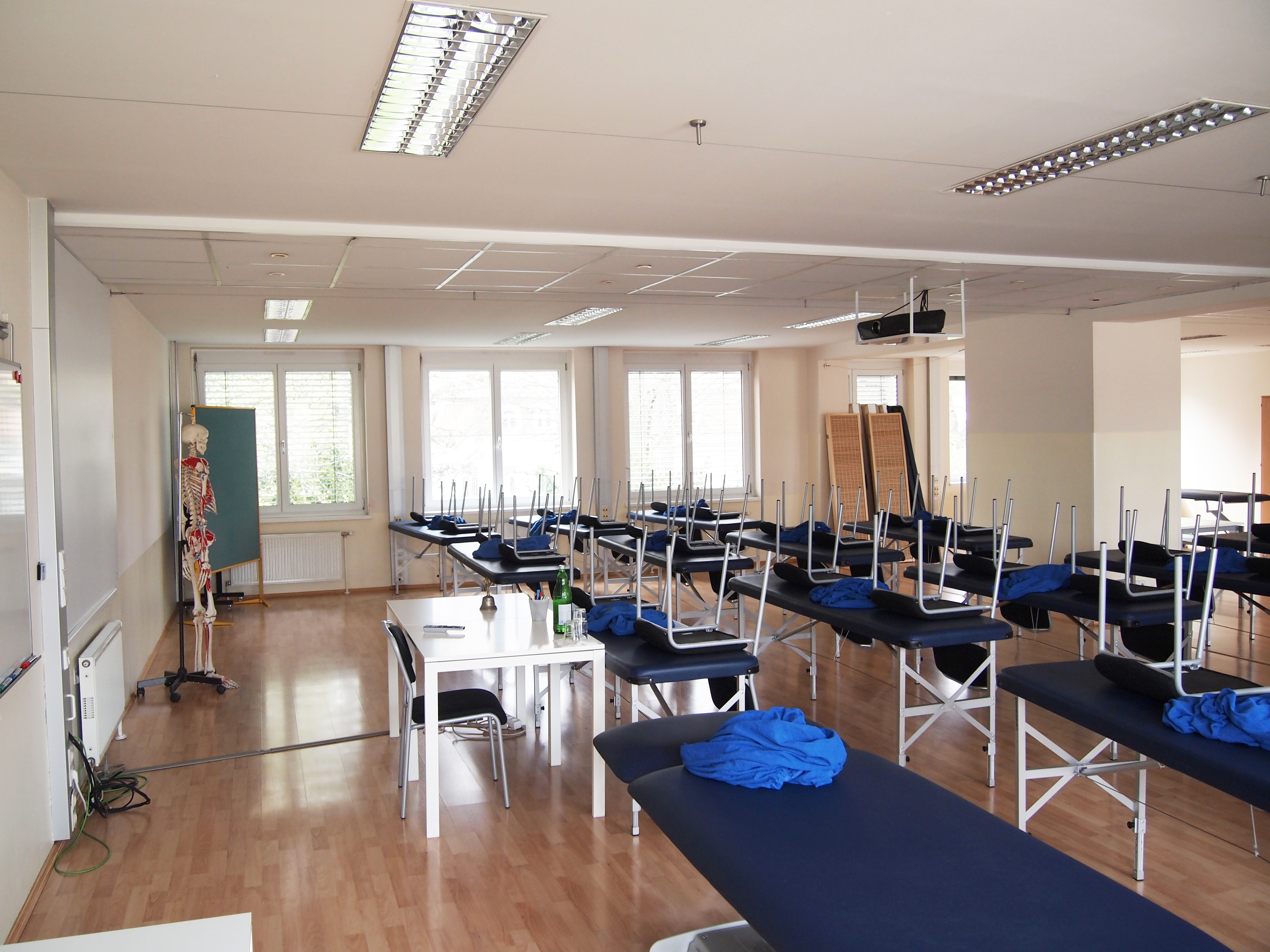
Kursraum an der WSO

Die Gesamtausbildung an der WSO ist in zwei Teile gegliedert. Der Basislehrgang ist eine fundierte und gesamtheitliche osteopathische Ausbildung, die von einem internationalen Team unterrichtet und von der WSO durchgeführt wird. Insgesamt umfasst der Basislehrgang 1.200 UE. Der Universitätslehrgang Master of Science (Osteopathie) wird in Kooperation mit der Donau-Universität Krems angeboten und umfasst 750 UE. Zusätzlich wird als Abschlussalternative der Universitätslehrgang Akademischer Experte angeboten. In der Gesamtausbildung der WSO werden Basislehrgang und Master of Science (Osteopathie) bzw. Akademischer Experte (Osteopathie) zusammengefasst. Die WSO bietet zusätzlich ein breites Angebot an Postgraduate-Seminaren an.

## Kooperationen
Die WSO ist berufspolitisch eng vernetzt. So war sie maßgeblich an der Gründung der Österreichischen Gesellschaft für Osteopathie (ÖGO) beteiligt. Gemeinsam mit dem Osteopathic Centre for Children (OCC) in London, Großbritannien begründete die WSO das Osteopathische Zentrum für Kinder (OZK) als Ausbildungszentrum für Kinderosteopathie, welches sich in weiterer Folge zu einer eigenständigen Institution entwickelte. Seit 2000 engagierte sich die WSO im Rahmen des Osteopathic European Academic Network (OsEAN), das im Jahr 2000 in Großbritannien gegründet wurde. Präsident ist seit 2006 WSO-Direktor Raimund Engel. Die WSO ist OsEAN-Mitglied. 2006 arbeitete die WSO aktiv an der Gründung des Forum for Osteopathic Regulation in Europe (FORE) mit. Durch eine Kooperation mit dem Fortbildungszentrum Klagenfurt (FBZ) kann die WSO einen weiteren Kursort anbieten. 2010 war Raimund Engel an der Erstellung der Benchmarks for Training in Osteopathy der Weltgesundheitsorganisation beteiligt.

## Klinische Praxis

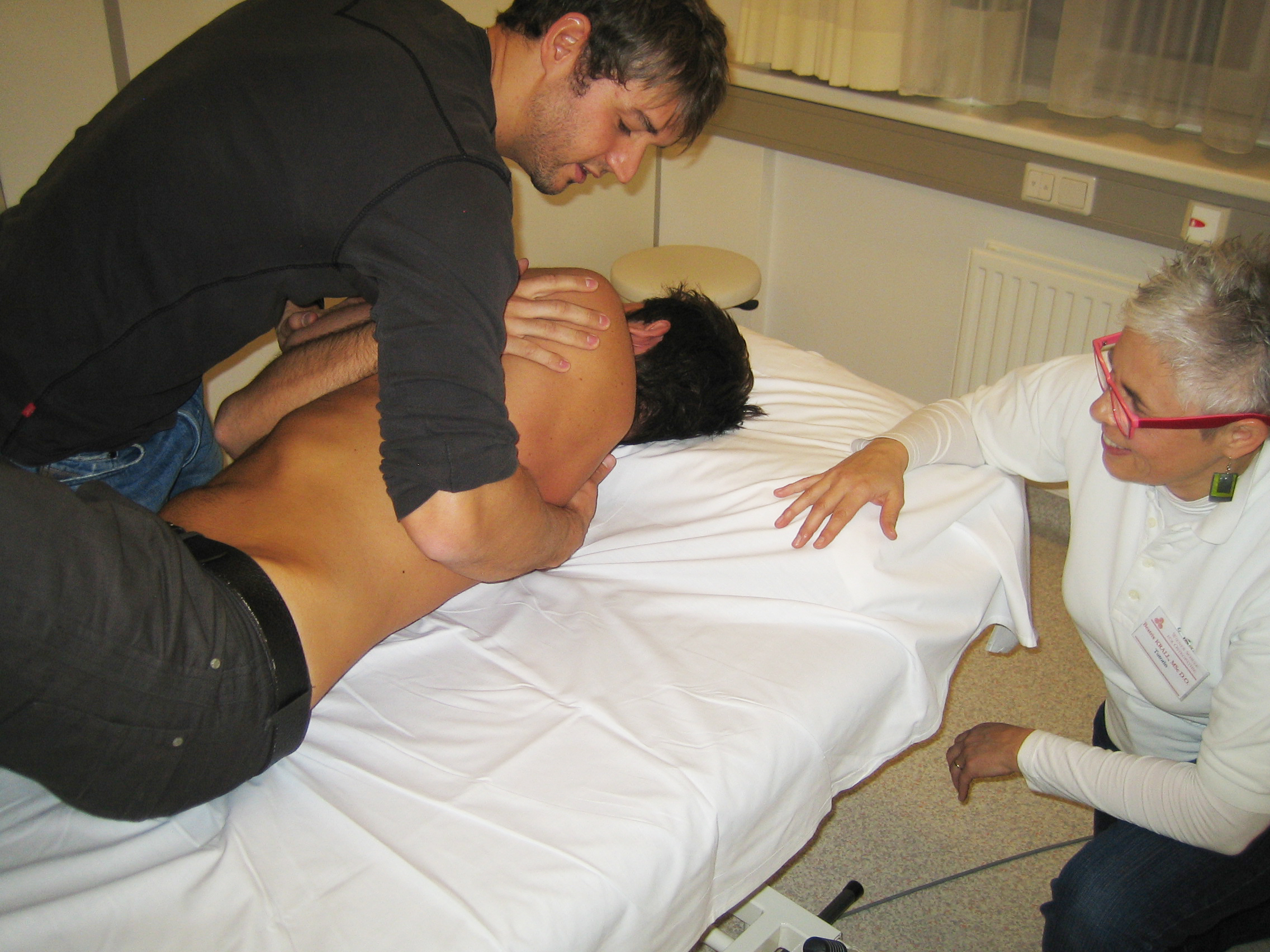
Behandlung in der Lehrklinik

In der Lehrklinik werden in Zusammenarbeit mit der Wiener Privatklinik die für die Ausbildung verpflichtenden Kliniktage angeboten. Die Praxis in der Lehrklinik stellt neben verpflichtenden Supervisionsbehandlungen und klinischen Nachmittagen den praktischen Teil des Basislehrgangs an der WSO dar. In den Universitätslehrgängen werden im Rahmen von Praxisportfolios Praxiszeiten dokumentiert.

## Zertifizierungen & Standards
Die WSO ist durch Ö-Cert und CERT NÖ zertifiziert und durchläuft seit Mai 2014 eine weitere Zertifizierung auf europäischem Level durch das Europäische Komitee für Normung, durchgeführt von Austrian Standards International. Schließlich entspricht die Ausbildung der WSO den Standards der Benchmarks for Training in Osteopathy der Weltgesundheitsorganisation.

## Leitung
Raimund Engel, Mitbegründer der WSO ist derzeit Direktor & Geschäftsführer und Erich Mayer-Fally ist Direktor und ärztlicher Leiter.